# بيت العقود (ذي السفال)

تعديل مصدري - تعديل

بيت العقود محلة تابعة لقرية الجيئات، التابعة لعزلة ريده ورياد بمديرية ذي السفال إحدى مديريات محافظة إب في الجمهورية اليمنية، بلغ تعداد سكانها 105 حسب تعداد اليمن لعام 2004.